# La paura (film 1974)
La paura (Strah) è un film del 1974 diretto da Matjaž Klopčič.
Il film è stato presentato nella Quinzaine des Réalisateurs al Festival di Cannes 1975.